# Plavčíkovití
Plavčíkovití (Haliplidae) jsou čeledí vodních brouků. Čeleď má asi 200 druhů v 5 rodech, rozšířených po celém světě.
Tito brouci jsou oválného tvaru, délky od 1,5 do 5 mm, většinou od žlutavé do světle hnědé barvy se světlými a tmavými kresbami na krovkách.
Plavčíkovití žijí ve vodní vegetaci, kolem okrajů malých rybníků, jezer a klidných potoků. Dospělci jsou všežraví a živí se vajíčky hmyzu, malými korýši a řasami, v larválním stadiu se živí pouze řasami.